# Lige Azadegan 2000./01.

## Iran

### Konačna ljestvica
Konačna ljestvica iranske Azadegan League za sezonu 2000/01. U navedenoj sezoni, iranska najviša nogometna liga je nosila to ime.
```
                     Utak.  Pb  N   Pz   Ps:Pr  Bod.
 1.
Esteghlal Teheran
   22   15  05  02   52:21   50  
 2.
Persepolis Teheran
  22   13  07  02   36:16   46
 3.
Saipa  Teheran
      22   08  09  05   29:27   33
 4.
Zob Ahan Isfahan
    22   07  09  06   30:22   30
 5.
Paykan  Teheran
     22   07  07  08   19:29   28  
 6.
Pas Teheran
         22   05  12  05   25:23   27
 7.
Sepahan Isfahan
     22   05  11  06   19:23   26  
 8.
Foolad Ahvaz
        22   06  07  09   23:27   25
 9.
Fajre Sepasi
        22   05  09  08   20:25   24
10.
Esteghlal Rasht
     22   07  03  12   23:43   24
11.
Bargh Shiraz
        22   04  09  09   23:26   21  
12.
Teraktor Sazi
       22   05  02  15   18:35   17
```

```
Iranski nogometni prvaci    : Esteghlal Teheran
Ispali iz lige              : nitko
Plasirali se iz niže lige   : 
Abu Muslem Mashhad
, 
Malavan Anzali
```

```
Najbolji strijelac          : 
Reza Sahebi
 (Zob Ahan)  14 pogodaka
```